# Nuussuaq (Qaasuitsup)
Nuussuaq, Nuusuaq, Krauslhaven (duń.) – osada na zachodnim wybrzeżu Grenlandii, w gminie Qaasuitsup. Jest położona w północnej części archipelagu Upernavik. W miejscowości znajduje się heliport będący środkiem komunikacji z innymi miejscowościami na Grenlandii.
Według danych oficjalnych liczba mieszkańców w 2011 roku wynosiła 213 osób.